# Acanthomenia
Acanthomenia is een geslacht van wormmollusken uit de  familie van de Acanthomeniidae.

## Soorten
- Acanthomenia arcuata Scheltema, 1999
- Acanthomenia gaussiana Thiele, 1913